# Фрітс Реймсхотел
Фрітс Реймсхотел (нід. Frits Ruimschotel, 22 лютого 1922 — 28 травня 1987) — нідерландський ватерполіст і плавець.
Бронзовий призер Олімпійських Ігор 1948 року.